# 루웽주

루웽 주의 위치

루웽주(영어: Ruweng State)는 남수단 동부 상나일 지방에 위치한 주로 주도는 파리앙이며 면적은 11,386.9km2, 인구는 246,360명(2014년 기준)이다.
2015년에 실시된 행정 구역 개편에 따라 유니티 주에서 분리되어 신설되었다. 동쪽으로는 서나일 주, 남쪽으로는 팡가크 주, 북리에치 주, 서쪽으로는 트위크 주, 아비에이(수단과 남수단 간의 분쟁 지역)와 접하며 북쪽으로는 수단과 국경을 접한다. 2개 군을 관할한다.